# استاسي فالنتاين
استاسي فالنتاين (بالإنجليزية: Stacy Valentine)‏ من مواليد 9 أغسطس 1970، ممثلة إباحية أمريكية سابقة.

## روابط خارجية
- استاسي فالنتاين على موقع IMDb (الإنجليزية)
- استاسي فالنتاين على موقع أول موفي (الإنجليزية)
- استاسي فالنتاين على موقع قاعدة بيانات الفيلم (الإنجليزية)